# Kőszeghy-Winkler Györgyné
Dr. Kőszeghy-Winkler Györgyné, született: Michnay Rózsa (Budapest, 1910. december 23. – Budapest, 2009. január) magyar pedagógus.

## Életpályája
1928-ban Szilágyi Erzsébet leánygimnáziumában érettségizett jeles eredménnyel.
Tanári karrierjét 1935-ben kezdte meg a Notre Dame de Soin leánygimnáziumában német szakos oktatóként. Az Országos Nőképző Egyesület Veres Pálné leánygimnáziumának orosz-német-francia szakos tanára lett 1938-ban. 1942-ben megválasztották a kézikönyvtár őrének. 1945-ben elkezdett filozófiát, mindennapi kérdéseket tanítani eddigi tantárgyai mellett. 1953-ban tanulmányi felügyelő és 1954-ben igazgatóhelyettes lett. Az 1960-1961-es tanévben megbízott igazgató volt két hónapig. 1964-ben nevét Kőszeghy-Winkler Györgynére változtatta. Tanításait a Veres Pálné Gimnáziumban 1968-ban fejezte be. Nyugdíjasként törzsgárdajelvényt kapott. A Farkasréti temető kisravatalozójából temették el 2009. február 13-án.

## Tanított még
Tanított még a TIT József Attila szabadegyetemen és a Közgazdasági Egyetemen.